# Palazzo dei Congressi (Salsomaggiore Terme)
Il Palazzo dei Congressi è un grande edificio dalle forme liberty e déco situato nell'ex Grand Hôtel des Thèrmes in viale Romagnosi 7 a Salsomaggiore Terme, in provincia di Parma; vi hanno sede 17 sale congressuali, la biblioteca comunale "Gian Domenico Romagnosi", il museo paleontologico "Il mare antico", l'Ufficio tecnico comunale e l'istituto superiore "Giuseppe Magnaghi".

## Storia

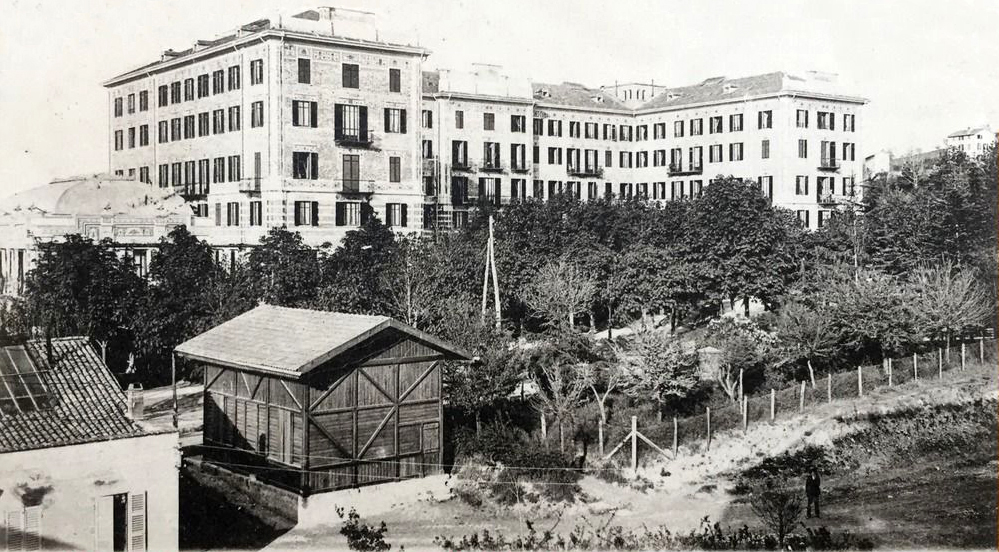
La facciata del Grand Hôtel des Thèrmes nel 1904

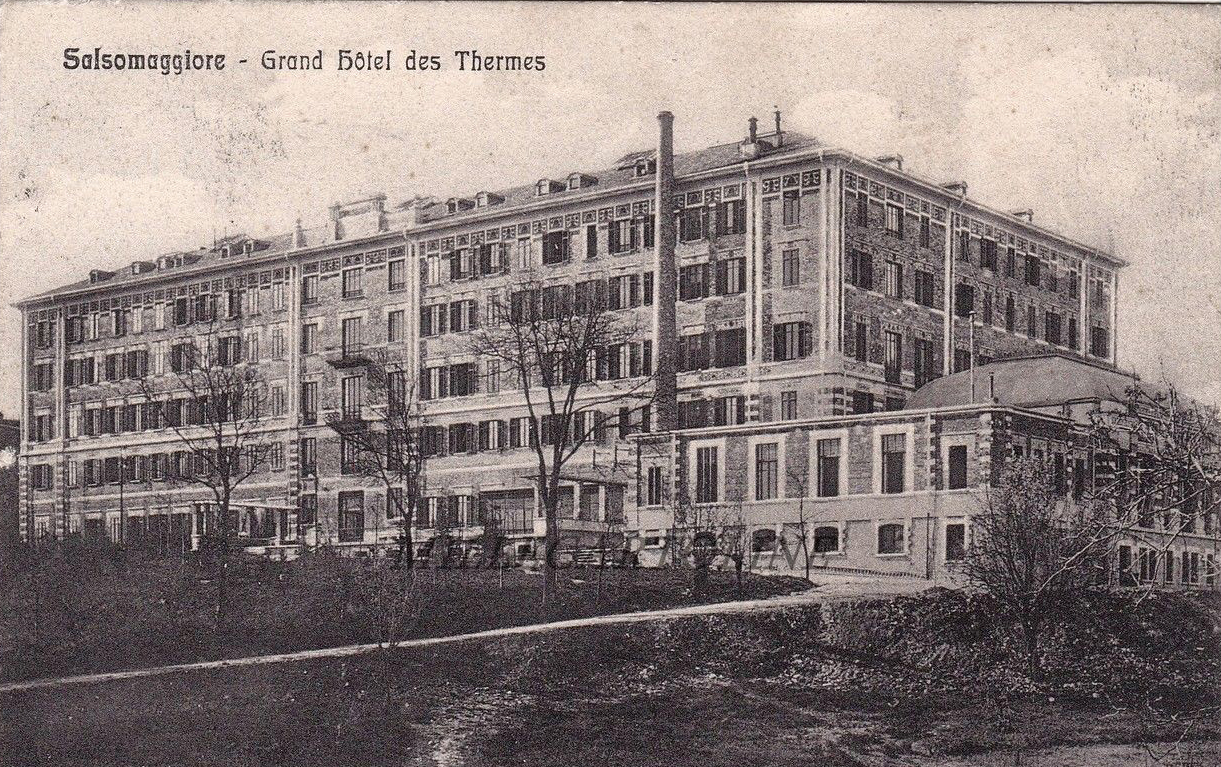
Il retro del Grand Hôtel des Thèrmes nel 1917

Il Grand Hôtel des Thèrmes fu commissionato nel 1898 dalla Società Magnaghi all'architetto milanese Luigi Broggi, che già in fase di progettazione si avvalse della consulenza dei celebri albergatori svizzeri César Ritz ed Alfonso Pfyffer, i quali lo gestirono fin dall'inaugurazione del 1901 e nel 1910 ne divennero proprietari. L'edificio si presentava come un modernissimo albergo con 300 stanze riscaldate da termosifoni, con tutte le tecnologie più avanzate per l'epoca; il complesso, posto all'interno di un grande parco con campi da tennis, rappresentava la più grande e prestigiosa struttura ricettiva di Salsomaggiore, tanto che per anni ospitò la regina Margherita di Savoia, Gabriele D'Annunzio, la zarina Aleksandra Fëdorovna Romanova e donna Franca Florio.
In seguito alla prima guerra mondiale l'albergo fu acquistato dalla "Società Anonima Grandi Alberghi Salsomaggiore", che ne affidò la gestione a Riccardo Ferrario, il quale ne decise l'ampliamento e la decorazione di alcune sale; il progetto fu affidato all'architetto Ugo Giusti ed all'artista Galileo Chini, che nel 1923 avevano completato le vicine Terme Berzieri. I lavori iniziarono nel 1924 con l'edificazione di un nuovo corpo di fabbrica verso il parco, addossato al grande palazzo; il Salone Moresco e la Taverna Rossa furono fastosamente inaugurati nel 1926 con alcuni spettacoli creati per l'occasione dal compositore Giuseppe Adami, su scenografie di Galileo Chini; il Loggiato fu invece completato l'anno seguente.
Dopo la seconda guerra mondiale il Grand Hôtel des Thèrmes fu venduto al conte Giovanni Leoni, che incaricò l'architetto milanese Vittoriano Viganò della progettazione di un'ampia piscina scoperta, che fu realizzata intorno al 1950 nel parco retrostante la struttura.
Nel 1966 il Comune di Salsomaggiore acquistò l'imponente edificio, che decise di adibire a Palazzo dei Congressi; il complesso cadde tuttavia in stato di degrado, fino al 1988, quando furono avviati i primi lavori di recupero e fu costruito in adiacenza al palazzo l'ampio Auditorium Europa, su progetto degli architetti Mambriani e Di Giovanni. Negli stessi anni nell'edificio si svolsero le serate finali di Miss Italia del 1983, del 1987 (finale bis), del 1989 e del 1990, oltre ad alcune edizioni di Miss Italia nel Mondo.
Nel 1995 fu ristrutturata una parte del seminterrato, ove fu aperta al pubblico la nuova biblioteca comunale "Gian Domenico Romagnosi"; al primo piano furono realizzate, ricavandole dalle vecchie stanze dell'albergo, le sale Toscanini, Verdi, Caruso e Tamagno ed al secondo le sale Barberini, Callas e Tebaldi; il terzo livello fu invece destinato ad ospitare il museo paleontologico "Il mare antico", mentre al quarto fu collocato l'Ufficio tecnico comunale, i cui archivi trovarono spazio nel sottotetto. Infine l'ala est fu adibita a sede dell'istituto superiore "Giuseppe Magnaghi".
Tra il 2006 e il 2011 furono effettuati nuovi interventi di restauro, che interessarono il piazzale esterno, i decori della facciata principale e soprattutto dell'atrio, dello scalone e delle sale interne.

## Descrizione

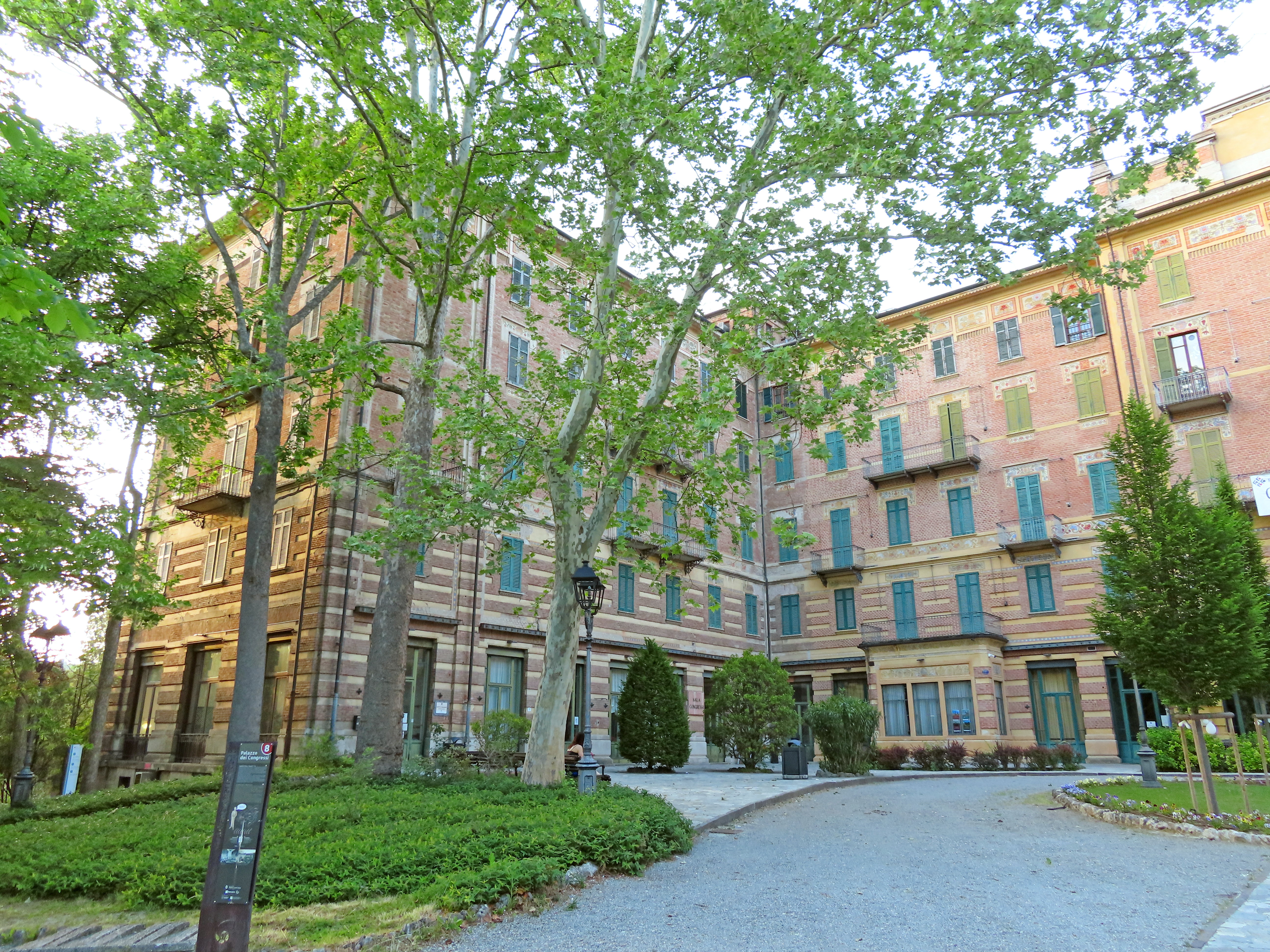
Facciata e ala ovest

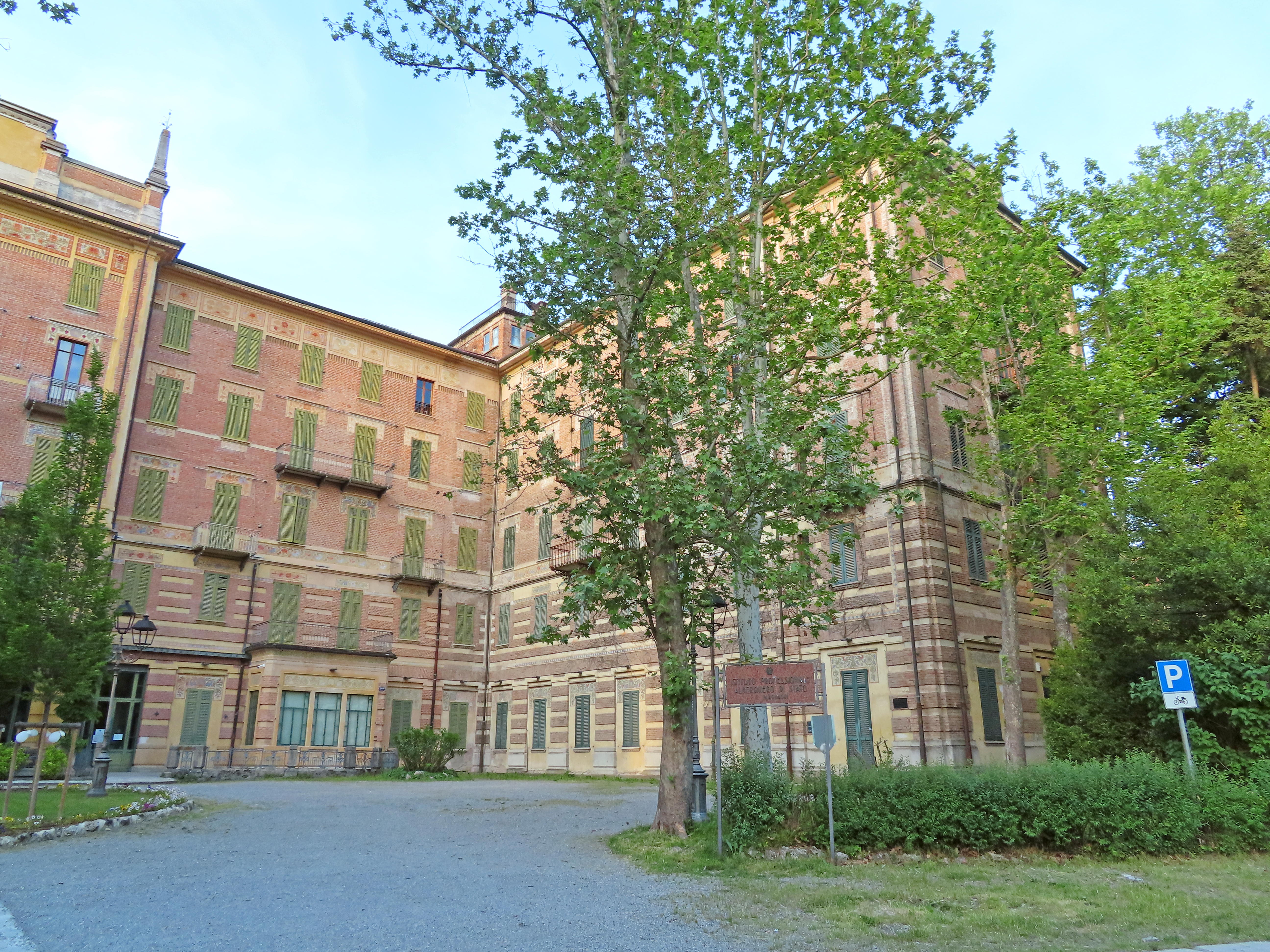
Facciata e ala est

L'ampio palazzo si sviluppa su una pianta a ferro di cavallo, con cinque livelli fuori terra oltre al seminterrato ed al sottotetto; al centro della facciata retrostante aggetta verso il grande parco il corpo aggiunto nel 1927, al cui fianco sorge l'Auditorium Europa; nelle vicinanze trovano spazio, oltre alla piscina comunale Giovanni Leoni, alcuni campi da tennis.

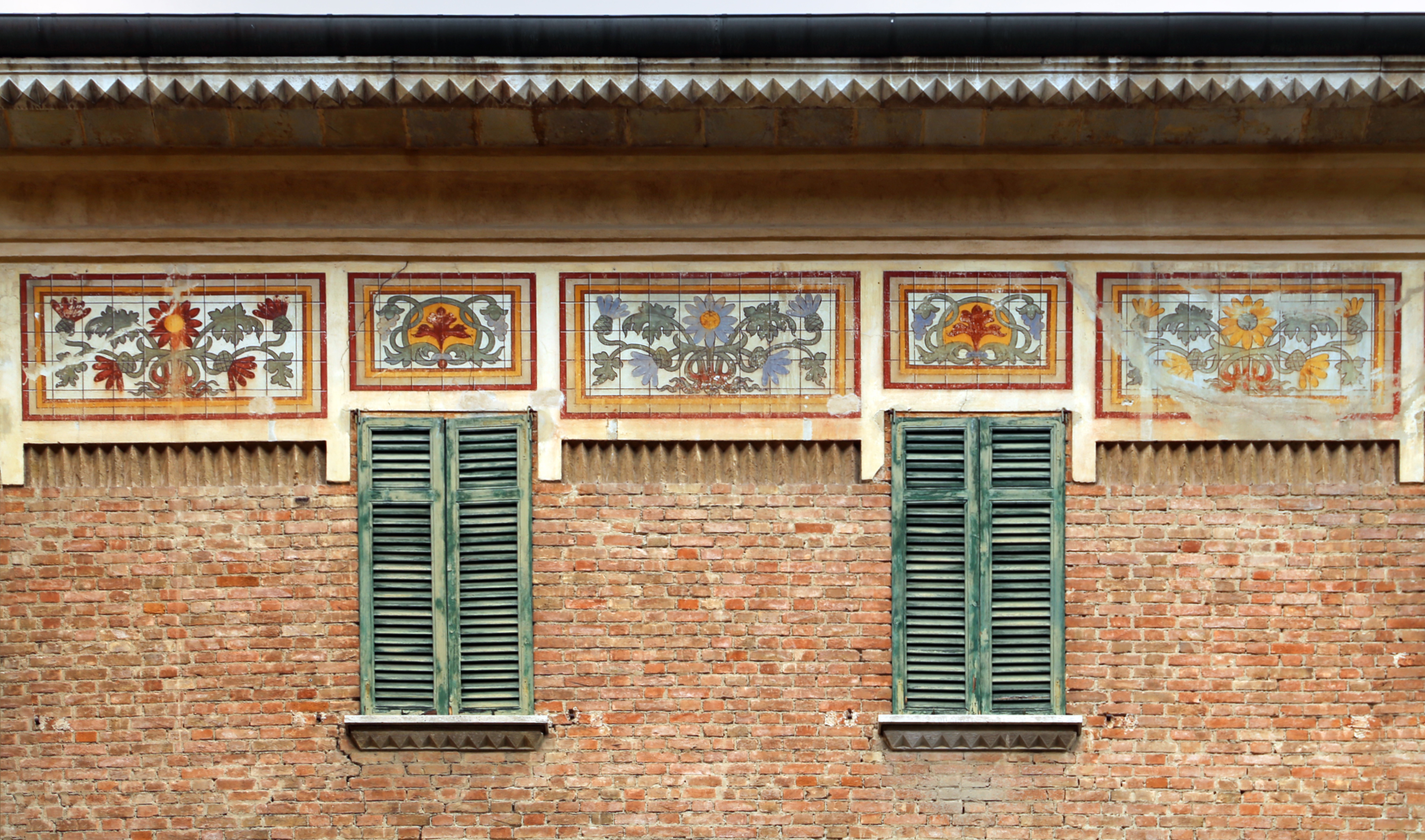
Decorazioni della fascia sottogronda

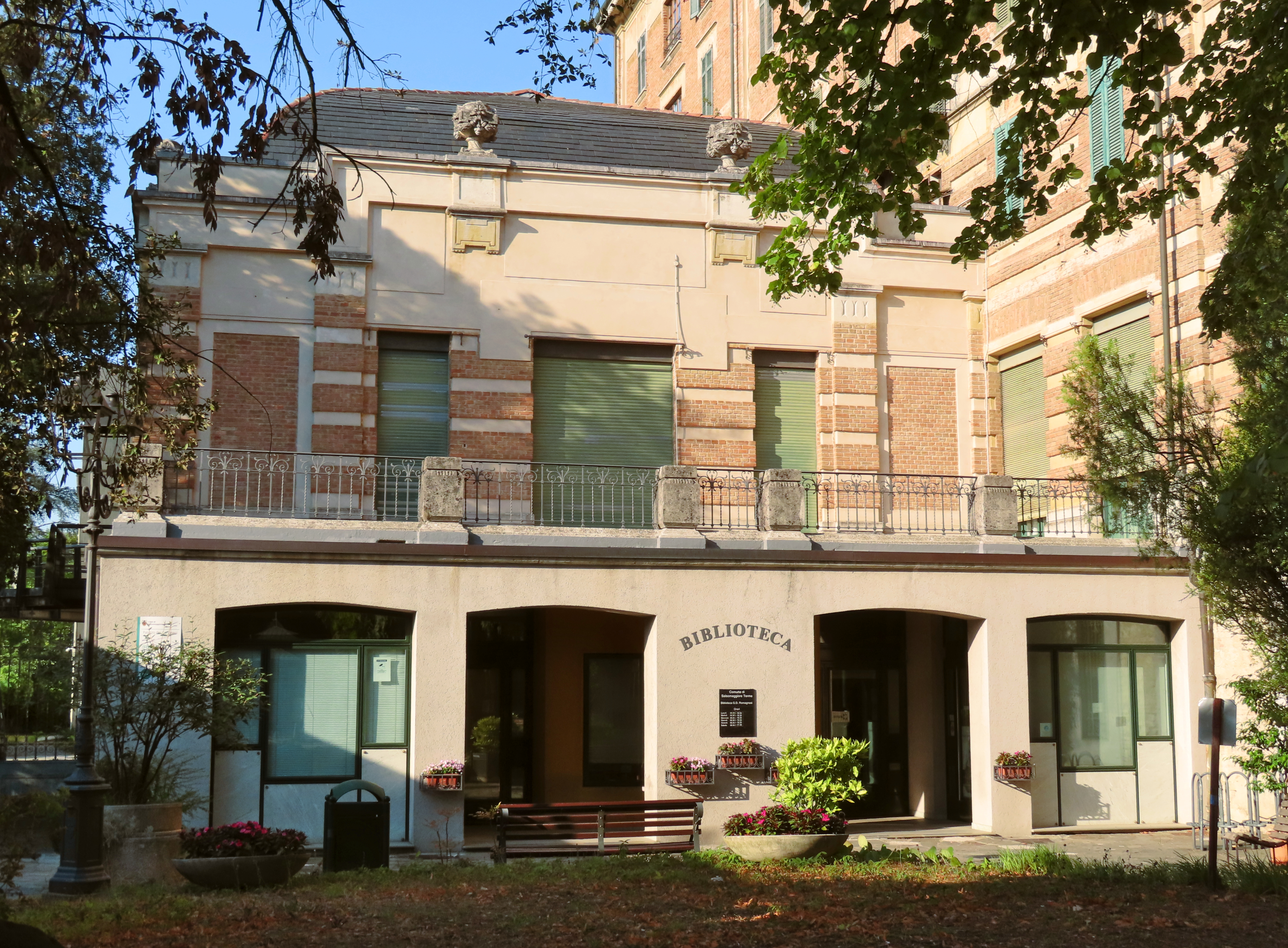
Ala ovest

Il prospetto principale è caratterizzato dalle numerose decorazioni liberty; l'ingresso è ricoperto da un'elaborata pensilina in ferro battuto, realizzata dall'artista milanese Alessandro Mazzucotelli, che eseguì anche le altre balaustre presenti nel corpo principale; gli architravi delle finestre sono inoltre ornati da ceramiche, decorate a motivi floreali da Gottardo Valentini, che arricchiscono anche le fronti laterali del palazzo.
All'interno del grande edificio, disposte su quattro livelli differenti, sono presenti complessivamente 17 sale congressuali di ampiezza e capienza variabile, in grado di ospitare in totale fino a 2 300 persone. I vari livelli sono collegati da uno scalone in ferro e marmo con pareti affrescate, oltre ad ascensori e montacarichi, di cui uno ancora originario.

### Sale del piano seminterrato

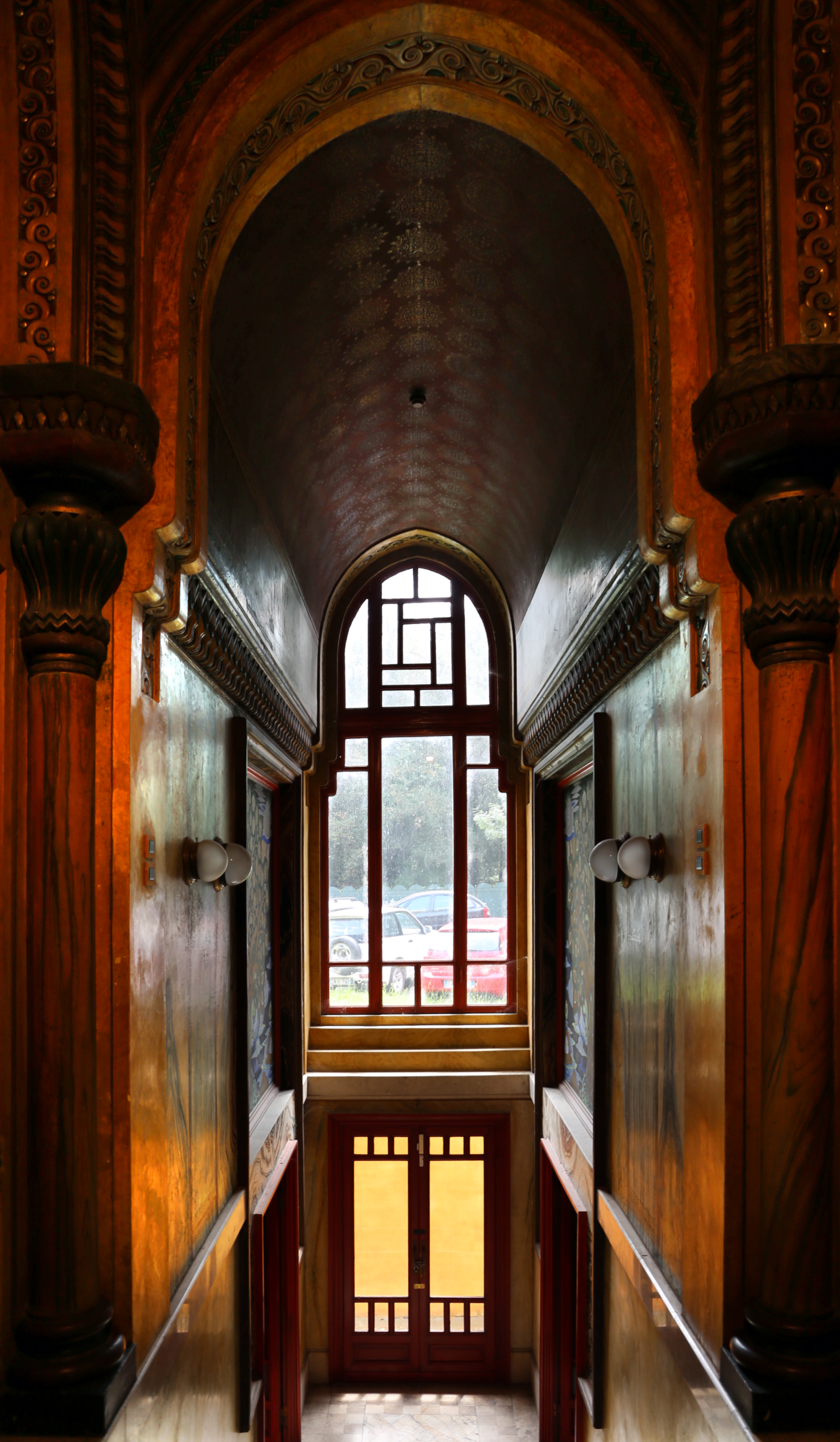
Scala di accesso alla Taverna Rossa

Il piano seminterrato si sviluppa sotto l'ala ovest del palazzo, ove sorge la biblioteca comunale "Gian Domenico Romagnosi", e sul retro della struttura più antica, sotto al moderno Auditorium Europa ed al corpo aggiunto tra il 1924 e il 1927, ove sono presenti:
- l'Atrio e la Sala delle Colonne;
- la Sala Ritz;
- la Taverna Rossa.[9]

#### Taverna Rossa

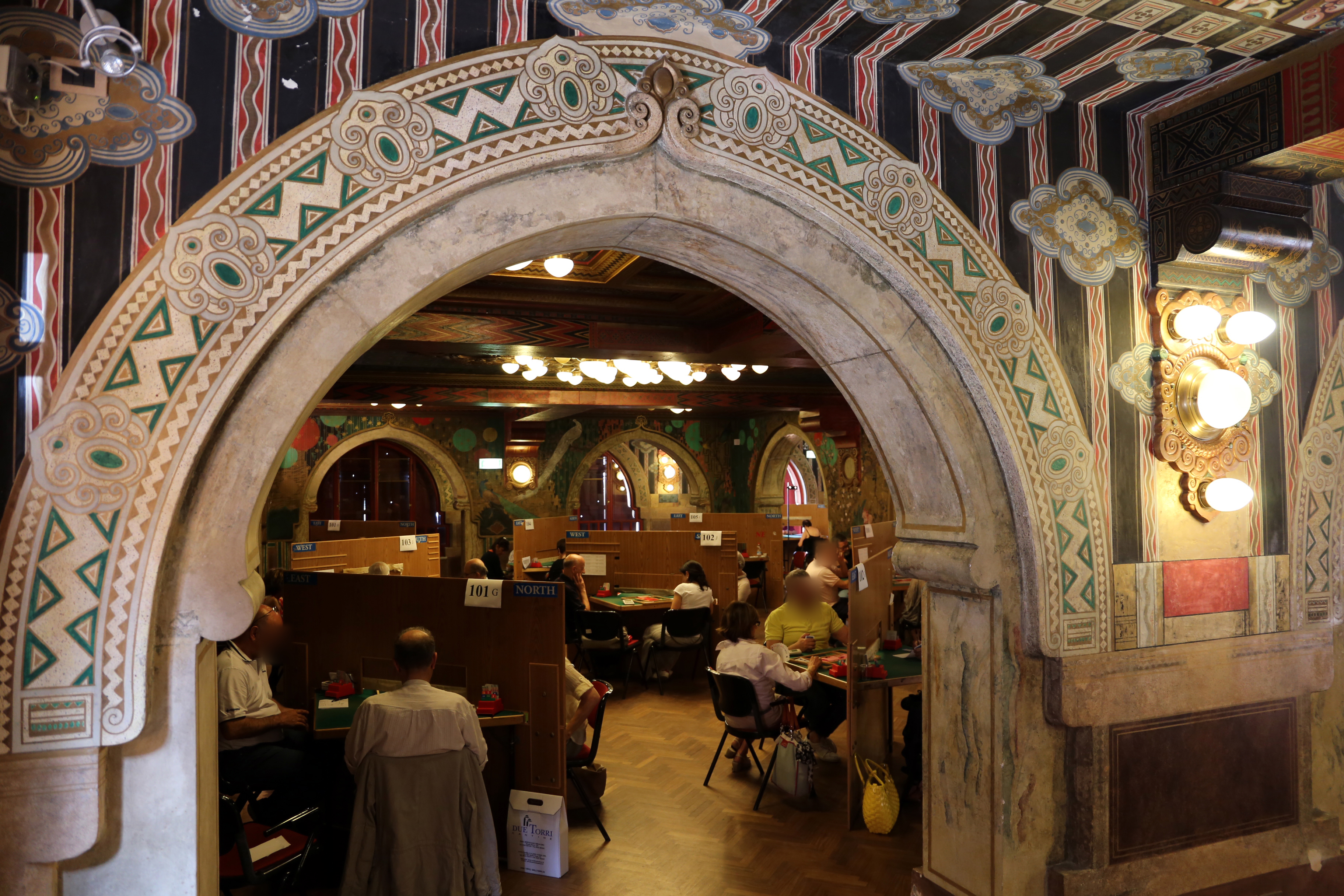
Taverna Rossa

Il piano seminterrato del corpo di fabbrica innalzato negli anni venti è occupato dalla Taverna Rossa, ambiente déco progettato da Galileo Chini nello stesso stile esotico del pregevole salone sovrastante, dai tratti contemporaneamente moreschi e cinesi; destinato in origine ad ospitare balli in maschera e piccoli concerti, il salone è oggi utilizzato per riunioni ed esposizioni.
L'ampio locale è caratterizzato dalle ricchissime decorazioni; intervallato da una serie di archi inflessi, l'ambiente è ricoperto da soffitti cassettonati dipinti soprattutto nella colorazione rossa con motivi geometrici, soprattutto circolari, ripetuti anche sulle pareti, ove sono presenti anche affreschi zoomorfi di aironi, pavoni, pesci e meduse. La stessa tinta sanguigna interessa anche i mobili originali laccati in stile cinese, realizzati dal mobiliere lucchese Franco Spicciani, che fornì anche i lampadari che ancora arricchiscono alcuni ambienti del palazzo.

### Sale del piano terreno
Il piano terreno, o piano nobile, in origine destinato ad accogliere gli ospiti più importanti, ospitava all'epoca della costruzione l'appartamento reale, ambiente lussuoso occupato dalla regina Margherita durante i suoi soggiorni a Salsomaggiore; oggi vi sorgono le sale più importanti della struttura, tra cui, oltre all'ampio atrio d'ingresso:
- il Salone Moresco;
- la Sala del Lampadario;
- il Loggiato;
- la Sala Pompadour;
- la Sala Mainardi;
- l'Atrio e la Sala delle Cariatidi;
- l'Atrio e l'Auditorium Europa.[9]

#### Salone Moresco

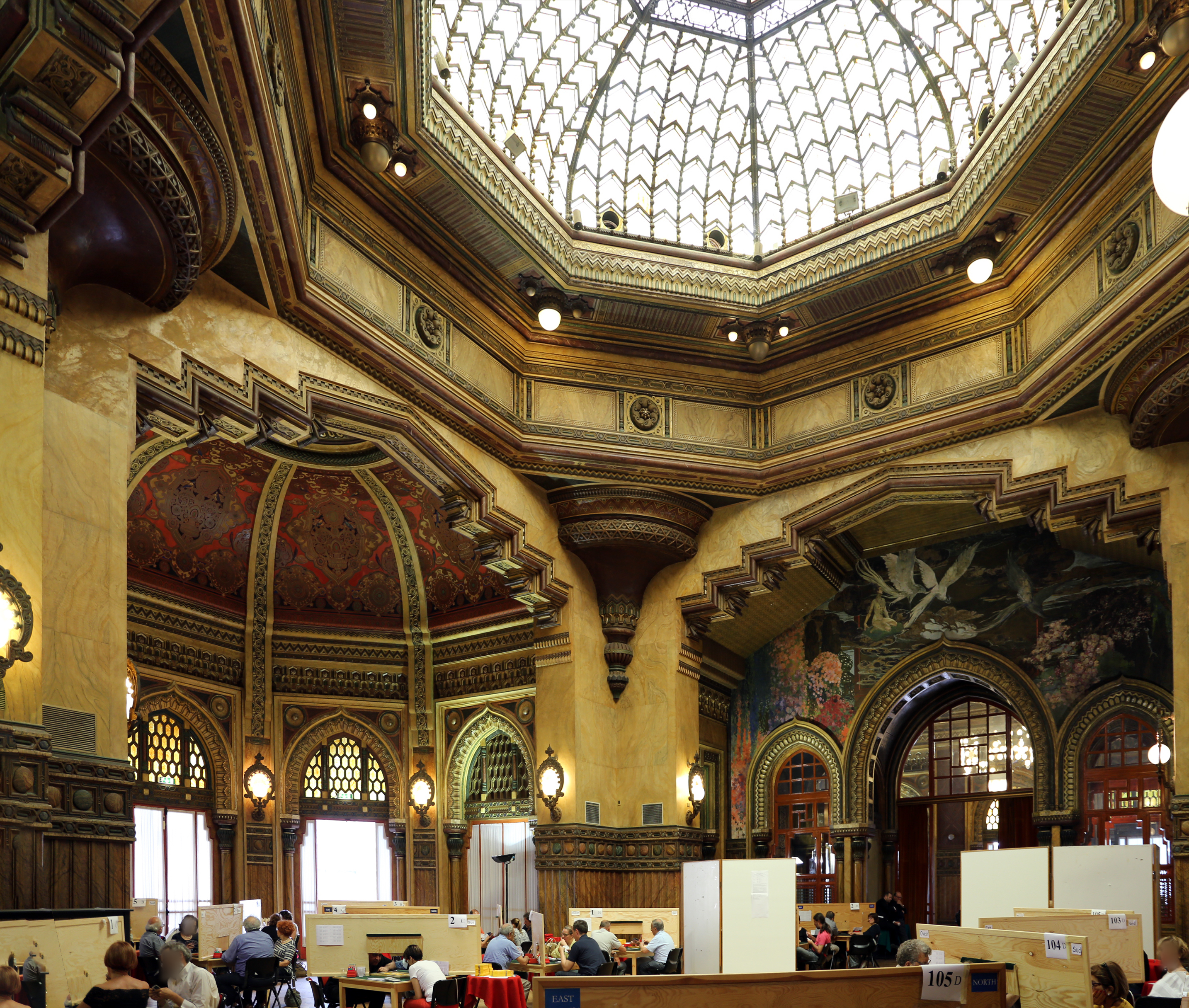
Salone Moresco

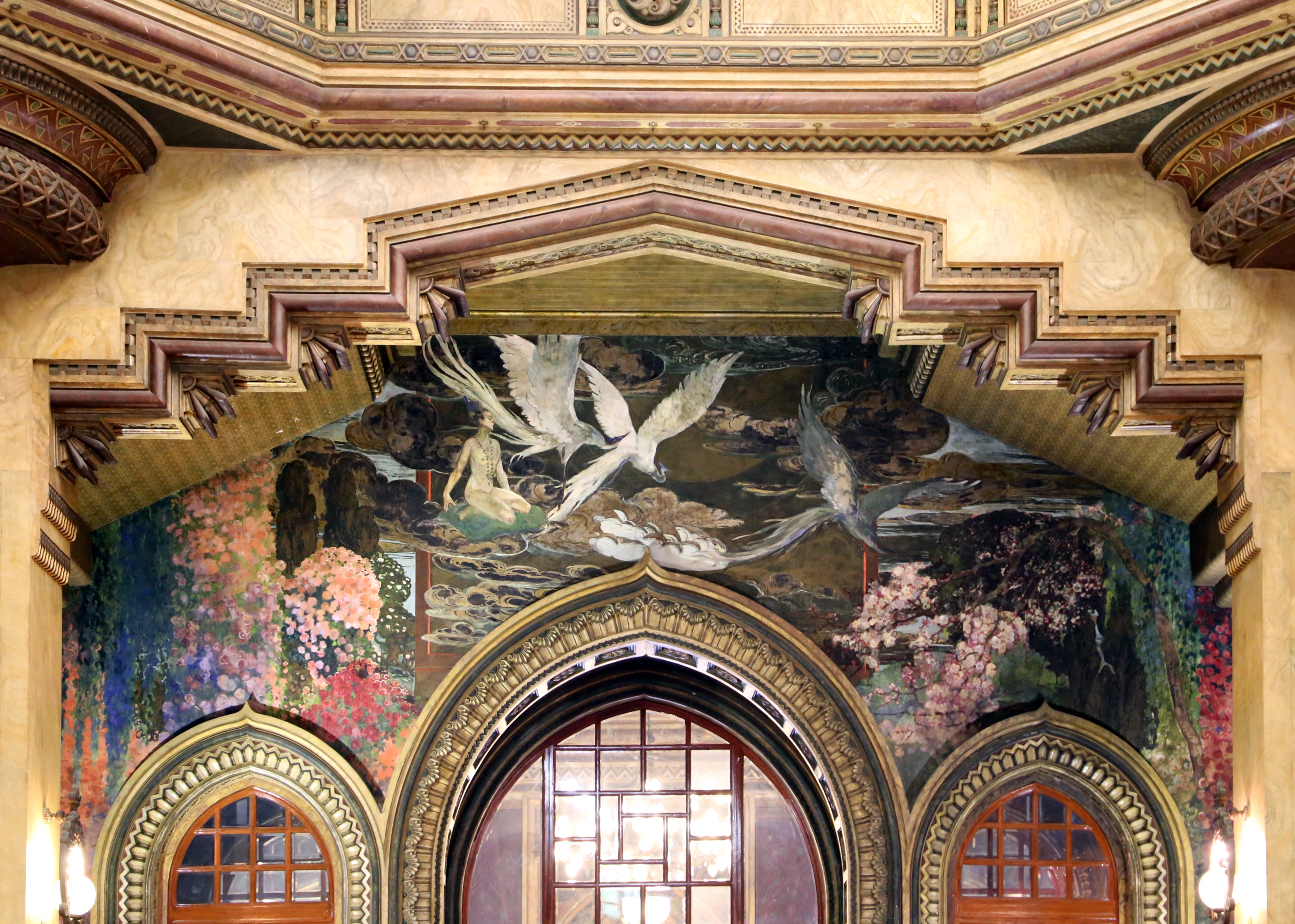
Decorazione del Salone Moresco

In continuità col sontuoso atrio d'ingresso del palazzo, sorge all'interno del corpo aggiunto negli anni venti il pregevole Salone Moresco, progettato e decorato da Galileo Chini nel 1926, in un particolare stile déco che mescola tratti arabi e cinesi. Destinato in origine a sontuoso salone delle feste, lo scenografico ambiente è oggi utilizzato per congressi ed esposizioni.
Sviluppato su una pianta centrale con due absidi sui lati minori, è ricoperto nel mezzo da una grande cupola ottagonale in ferro e vetro, realizzata dai fabbri dell'officina di Antonio Veronesi e dagli artigiani delle Fornaci Chini di Borgo San Lorenzo. Le decorazioni ad arabesco che occupano parte dei muri e dei soffitti sono alternate agli affreschi di Galileo Chini che ornano le due pareti principali, raffiguranti una rivisitazione della leggenda di Leda; anche le parti absidate sono coperte da dipinti sugli spicchi delle volte, dai tratti moreschi, mentre le vetrate sono incorniciate da archi inflessi sostenuti da eleganti colonnine. L'illuminazione è infine realizzata con una serie di appliques d'epoca.
Il salone fu utilizzato nel 1987 come set per alcune scene del celebre film L'ultimo imperatore di Bernardo Bertolucci.

#### Sala del Lampadario

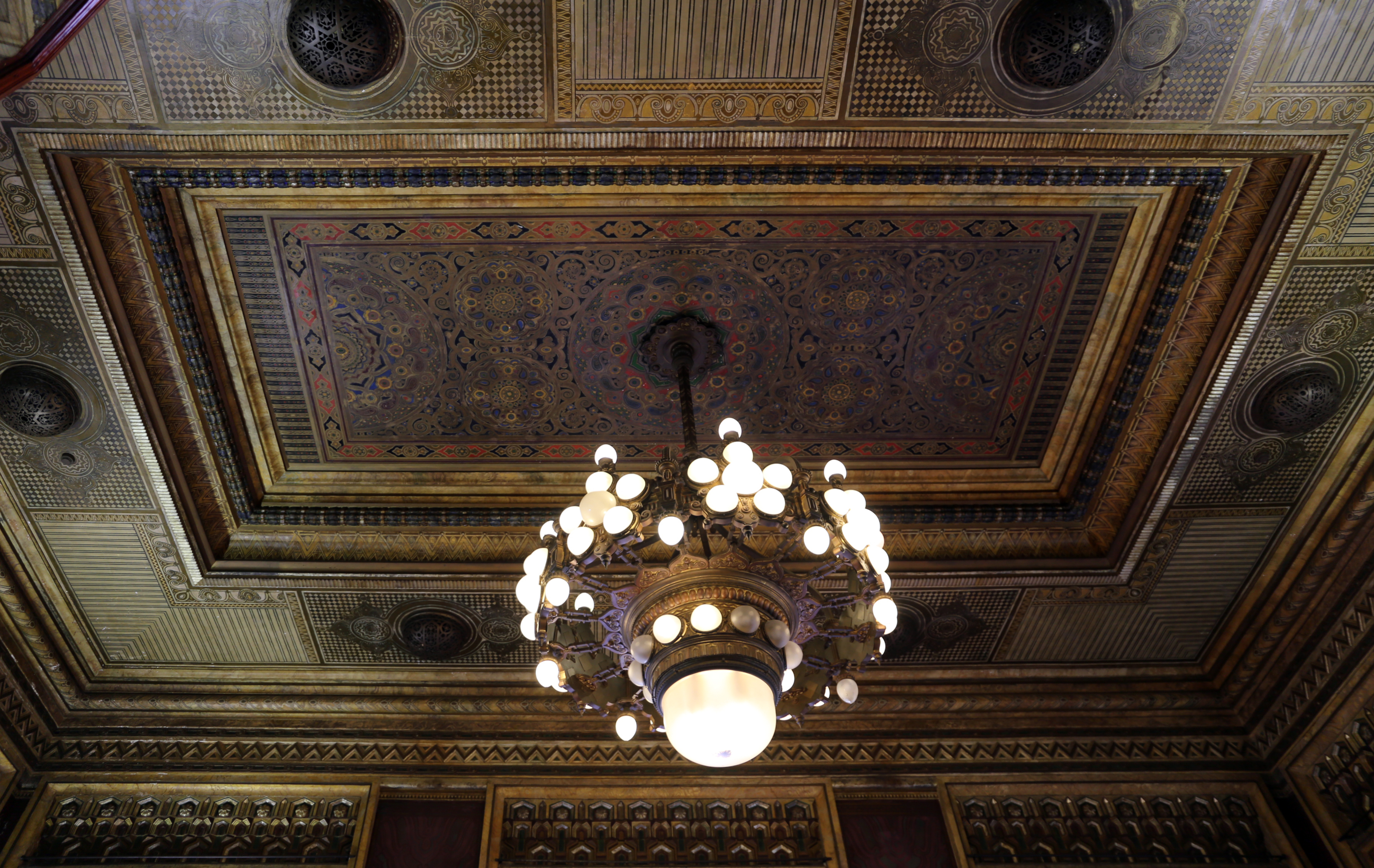
Soffitto della Sala del Lampadario

In continuità col Salone Moresco, si apre la Sala del Lampadario, anch'essa progettata da Galileo Chini. Destinata in origine a bar per il salone delle feste, ancora oggi costituisce una costola dell'ambiente attiguo, pur avendo perso le iniziali funzioni.
La stanza, illuminata da numerose portefinestre inquadrate da colonnine ed archi inflessi dorati, presenta le stesse caratteristiche stilistiche déco del Salone Moresco, nonostante le dimensioni ben più ridotte; l'elemento di maggior pregio è però costituito dal grande e particolare lampadario che scende dal centro del soffitto affrescato con motivi ad arabeschi, all'interno di cornici e decorazioni auree.

#### Loggiato
Un lato del Salone Moresco e le tre fronti esterne della Sala del Lampadario si aprono sul Loggiato, che si sviluppa a ferro di cavallo attorno al corpo aggiunto negli anni venti; progettata da Ugo Giusti e Galileo Chini nello stesso stile dèco dai tratti orientali che caratterizza anche i due ambienti attigui, la veranda sopraelevata si affaccia con una balaustra sul grande parco del palazzo; il soffitto, sostenuto da una serie di colonnine in pietra con capitelli istoriati, è decorato da affreschi con disegni geometrici fra le travi in legno.

#### Sala delle Cariatidi

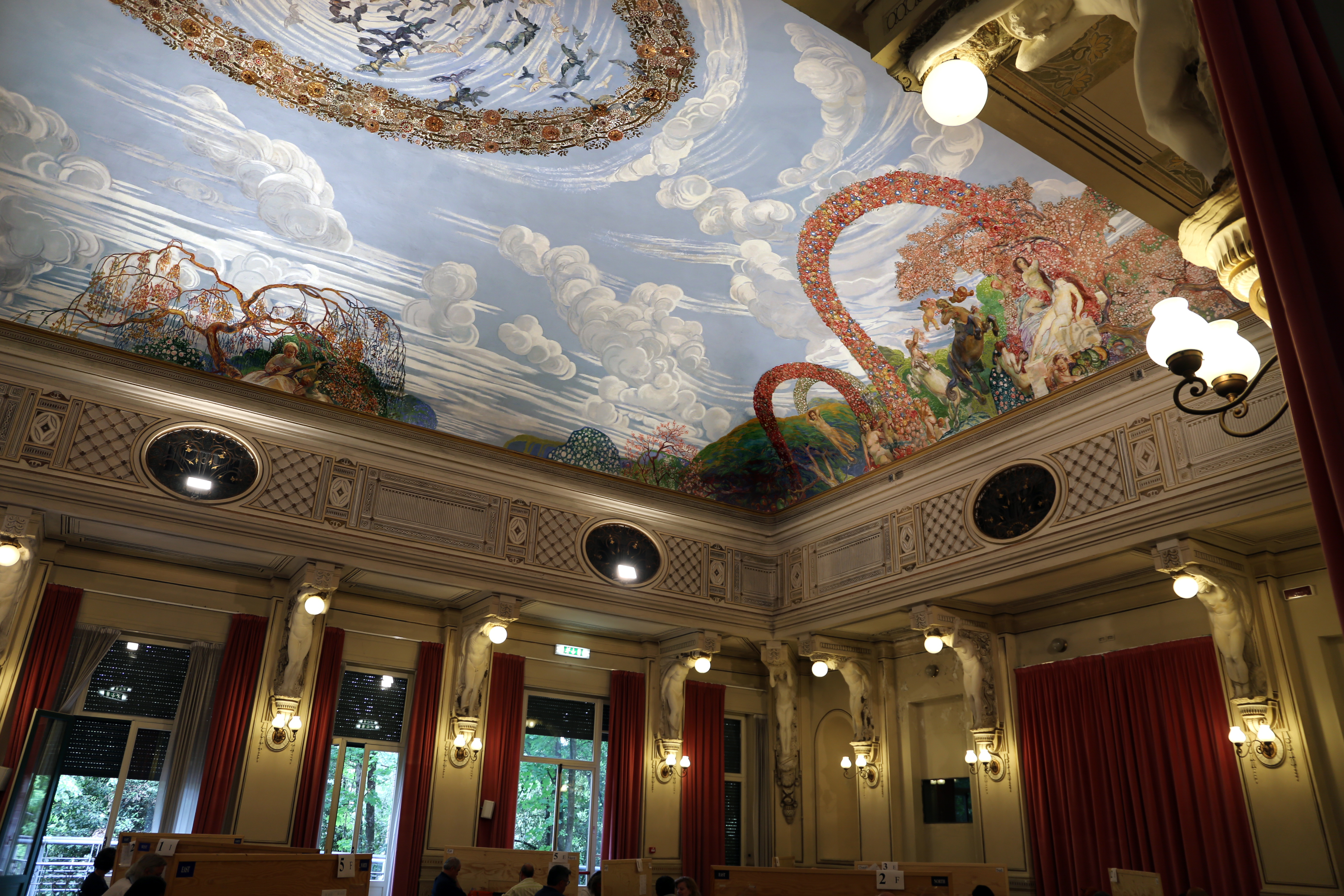
Sala delle Cariatidi

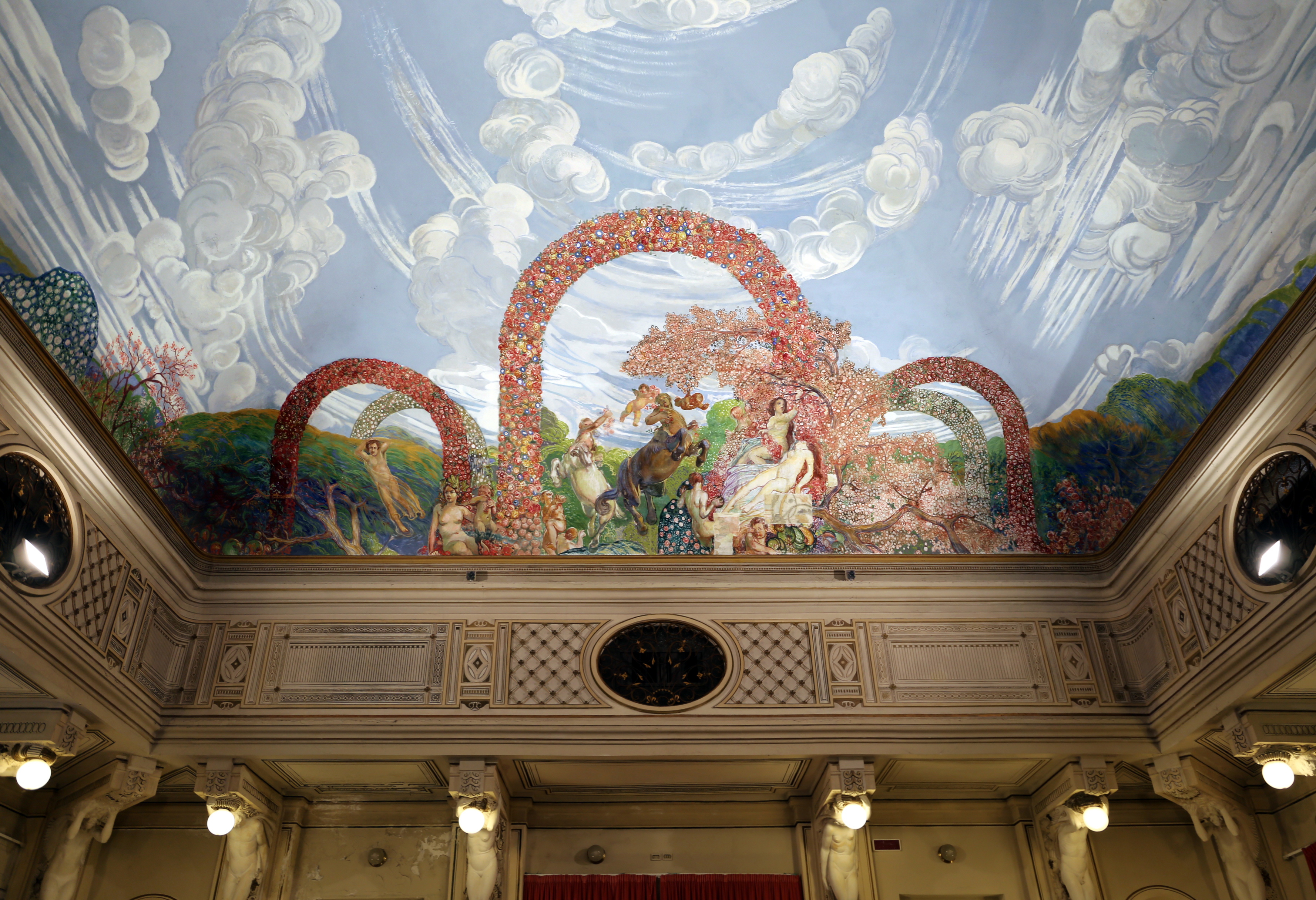
Decorazione della Sala delle Cariatidi

Nel piccolo corpo che aggetta dall'ala ovest del palazzo, sorge la Sala delle Cariatidi, realizzata già all'epoca dell'edificazione della struttura originaria, ma modificata da Galileo Chini negli anni venti. Destinata in origine a sala da pranzo, è oggi utilizzata come sala congressuale ed espositiva.
L'ambiente rettangolare è caratterizzato dal ballatoio che si sviluppa lungo le quattro pareti perimetriche, sostenuto da mensole decorate con stucchi e sculture realizzati da Salvatore Aloisi, che vi rappresentò figure maschili e femminili, quali allegorie della salute e della bellezza dei corpi, che, come cariatidi, paiono sorreggere la struttura. La volta a botte con testa di padiglione in sommità è decorata da un grande affresco liberty in stile giapponese, dipinto da Galileo Chini, raffigurante alcuni paesaggi e la volta celeste con al centro uno stormo di uccelli all'interno di un ovale di fiori; delle decorazioni originarie di Gottardo Valentini sono oggi visibili soltanto i fregi pittorici esterni.

#### Auditorium Europa
All'interno del corpo di fabbrica edificato nel 1988 in adiacenza al retro del palazzo, si innalza il grande Auditorium Europa, della superficie di 600 m² e della capacità di 750 posti a sedere. Il moderno ambiente è utilizzato per concerti, congressi e sfilate di moda.

### Sale del primo e del secondo piano

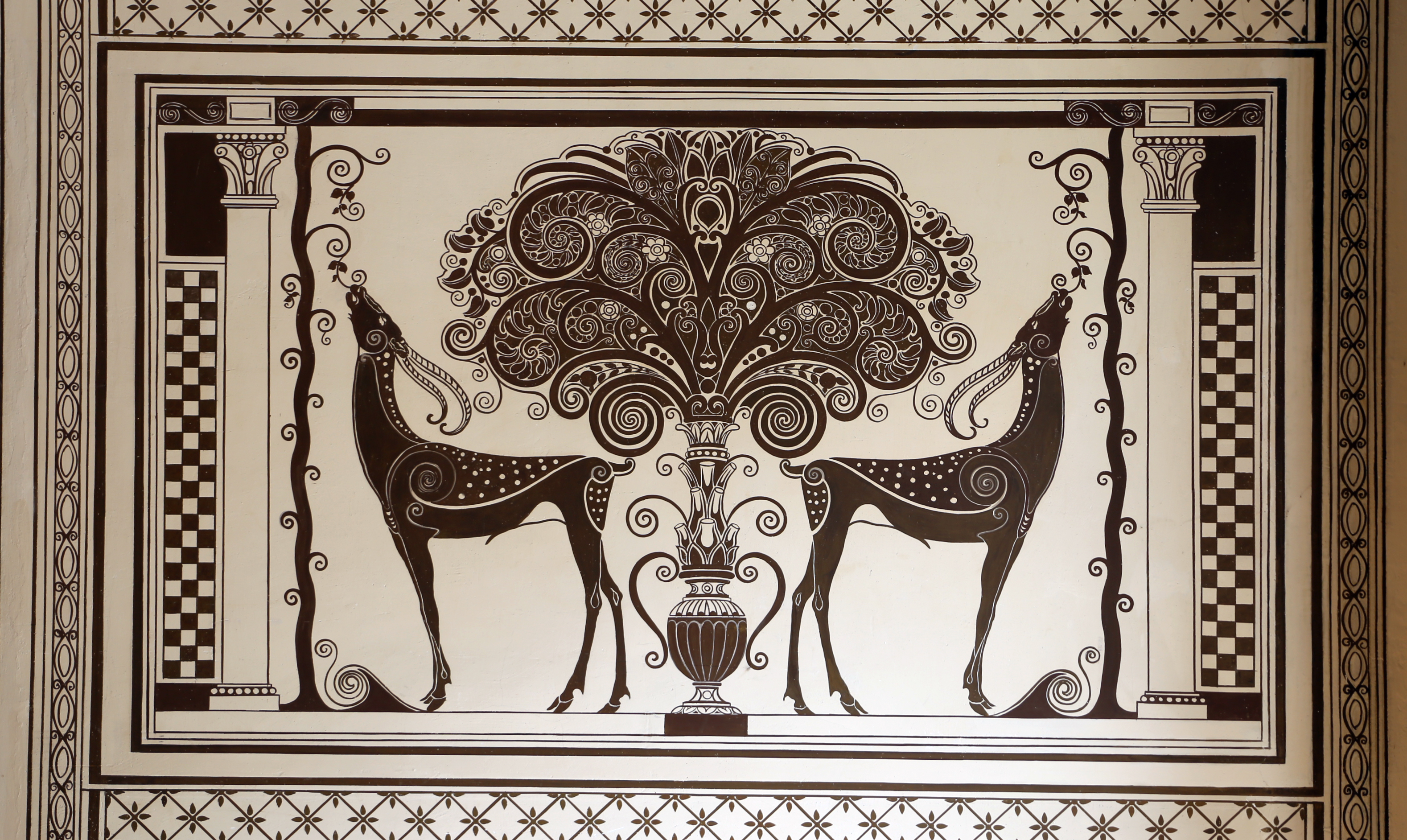
Pannello murario con due antilopi

Al primo ed al secondo piano furono ricavate negli anni novanta dalle vecchie stanze dell'albergo altre sale minori destinate a congressi, intitolate agli illustri musicisti che frequentarono Salsomaggiore nella prima metà del XX secolo.
Al primo livello si trovano:
- la Sala Toscanini;
- la Sala Verdi;
- la Sala Tamagno;
- la Sala Caruso.[17]

Al secondo livello si trovano, oltre alla Sala Marzaroli:
- la Sala Barberini;
- la Sala Tebaldi;
- la Sala Callas.[17]